# 다른 길이 있다
"다른 길이 있다"는 2017년에 개봉한 대한민국의 영화이다.

## 캐스팅
- 김재욱 : 수완 역
- 서예지 : 정원 역
- 강수진 : 혜미 역
- 김세동 : 정원 부 역
- 강애심 : 정원 모 역
- 조영진 : 수완 부 역
- 유예원 : 주은 역
- 장혜민 : 수연 역
- 신서현 : 연두 역
- 홍예은 : 여고생 역
- 이주영 : 여고생 모 역
- 신철진 : 스님 역
- 오순태 : 트럭운전사 역
- 허웅 : 맹인 신랑 역
- 안혜원 : 맹인 신랑 부인 역
- 노일환 : 복도 경찰 역
- 배성용 : 스케이트 남성 역
- 박희진 : 교통사고 피해자 역
- 안소연 : 선착장 소녀 역
- 박수현 : 아나운서 목소리 역
- 변국회, 채현석, 조혁찬 : 음주단속 경찰 역
- 차방환 : 택시기사 역
- 박병선, 최연후 : 부용산행 차량 역
- 김장식 : 유람선 선장 역
- 민성주 : 수완 대역 역
- 강허달림 : 카페 가수 역 (우정출연)
- 최덕문 : 조사관 역 (우정출연)
- 김학선 : 부동산중개인 역 (우정출연)
- 조민철 : 부용산행 차량 운전자 역 (우정출연)
- 양흥주 : 빙어축제상인 역 (우정출연)
- 황헌중 : 매표소 직원 역 (우정출연)
- 김석주 : 선배 경찰 역 (우정출연)
- 정진석 : 맹인 신랑 친구 역 (우정출연)
- 최승주 : 결혼식 사회자 역 (우정출연)